# Bacopa eisenii
Bacopa eisenii är en grobladsväxtart som först beskrevs av Albert Kellogg, och fick sitt nu gällande namn av Francis Whittier Pennell. Bacopa eisenii ingår i släktet tjockbladssläktet, och familjen grobladsväxter. Inga underarter finns listade i Catalogue of Life.